# بريان ستيرنغ
بريان ستيرنغ (بالإنجليزية: Bryan Staring)‏ مواليد 1 يونيو 1987 في برث، هو متسابق دراجات نارية أسترالي. نافس في سباقات بطولة العالم لفئة 125 سي سي. كما شارك في بطولة العالم للسوبربايك وبطولة العالم للسوبرسبورت وبطولة العالم للموتو جي بي.

## روابط خارجية
- بريان ستيرنغ على موقع MotoGP.com (الإنجليزية)
- بريان ستيرنغ على موقع WorldSBK.com (الإنجليزية)